# Ultra-réfraction
Le phénomène d'ultra-réfraction est un phénomène de réfraction aberrant en électromagnétisme. On considère ici le cas d'une onde incidente se propageant dans le vide. Dans ce phénomène, l'onde réfractée se propage de l'autre côté de la normale à la surface que l'onde incidente, mais avec un angle de réfraction supérieur à l'angle d'incidence. Cela revient à considérer que le milieu de réfraction possède un indice optique de réfraction n compris entre 0 et 1. En effet, si l'on considère par exemple une interface plane séparant comme milieu d'incidence le vide et comme milieu de réfraction un matériau d'indice n, alors la loi de la réfraction à cette interface donne :
{\displaystyle sin(\theta _{\text{i}})=n\cdot sin(\theta _{\text{r}})}, soit {\displaystyle n={\frac {sin(\theta _{\text{i}})}{sin(\theta _{\text{r}})}}}
où {\displaystyle sin(\theta _{\text{i}})} et {\displaystyle sin(\theta _{\text{r}})} représentent respectivement l'angle d'incidence et l'angle de réfraction que fait l'onde qui se propage par rapport à la normale à l'interface. En général, dans le cas d'une réfraction avec un matériau classique, {\displaystyle sin(\theta _{\text{i}})>sin(\theta _{\text{r}})}, donc l'indice du matériau {\displaystyle n>1}. Dans le cas d'une ultra-réfraction avec un matériau dit ultra-réfractif, {\displaystyle sin(\theta _{\text{i}})<sin(\theta _{\text{r}})}, donc l'indice du matériau {\displaystyle n<1}. À noter que dans ce cas, la vitesse de phase {\displaystyle V_{\phi }=c/n} est plus grande que la vitesse de la lumière dans le vide c. En fait, la vitesse de groupe, relatant la vitesse réelle de propagation de l'onde, reste inférieure à c.
Un tel phénomène n'apparaît pas dans les matériaux naturels, mais dans des matériaux artificiels nommés « métamatériaux » ; pour l'instant, l'ultra-réfraction n'a été observée expérimentalement que dans le domaine des micro-ondes.

## Application
En renversant l'explication précédente, c'est-à-dire en considérant une interface plane séparant un milieu incident ultra-réfractif du vide, l'angle de réfraction (dans le vide) est beaucoup plus faible que l'angle d'incidence (dans le métamatériau ultra-réfractif). En conséquence, si l'on place une source rayonnant de manière quelconque dans le métamatériau, l'ensemble source plus métamatériau rayonne de manière directive le long de la normale à l'interface : l'ensemble source quelconque plus métamatériau ultra-réfractif se comporte comme une source directive plate. Cette propriété a des applications comme les antennes directionnelles compactes.